# Cuore (revista)
Cuore es una popular revista española de periodicidad semanal centrada en el mundo del corazón, la moda y la televisión. Se caracteriza por su ácido humor y porque en sus contenidos excluye, a diferencia de otras revistas del corazón españolas, a personajes del mundo de la farándula. Es una publicación perteneciente a Prensa Ibérica, tras la adquisición del Grupo Zeta en 2019, editada por Zoom Ediciones.
La revista, que se editó por primera vez en España el 10 de mayo de 2006, sale a la venta los miércoles. El 26 de junio de 2009 lanzó su edición para Portugal.
Bajo la marca Cuore también se publican especiales de variado contenido y sin periodicidad fija como son: CUOREstilo (moda), CUOREbiuty (belleza), CUOREpelos (cabello), CUOREaarg (celebrities en apuros), CUOREstars (horóscopos), CUOREbio (biografías), CUOREtiempos (pasatiempos).
La revista Cuore contó con un programa de televisión del mismo nombre, un magacín de humor centrado en la vida de las celebrities. Se emitía en las sobremesas del sábado y el domingo en Antena.Neox.
En julio de 2020 Economía Digital anuncia que Prensa Ibérica deja de imprir las revistas Cuore y Stilo y cierra Zoom Ediciones. El último número en papel de la revista Cuore fue el 728 de fecha 15 de abril de 2020.

## Premios

### 2006
- Premio ARI a la mejor revista nueva del año